# Physoceras epiphyticum
Physoceras epiphyticum är en orkidéart som beskrevs av Rudolf Schlechter. Physoceras epiphyticum ingår i släktet Physoceras och familjen orkidéer. Inga underarter finns listade i Catalogue of Life.